# Grupo político del Parlamento Europeo
Grupo político del Parlamento Europeo es la denominación que recibe un grupo parlamentario en el Parlamento Europeo. Ha de estar constituido en cada legislatura por un número de diputados no inferior a 23, procedentes de al menos una cuarta parte de los Estados de la Unión, que se coaligan mediante partidos políticos de escala europea con criterios de afinidad ideológica, aceptando someterse a las normas organizativas y de disciplina interna que hayan convenido en su declaración constitutiva. Su utilidad reside en que facilita enormemente la convergencia y la sinergia organizativas de los diputados, favoreciendo la conformación de mayorías y minorías políticas articuladas y políticamente representativas.

## Funcionamiento y organización interna
Cada grupo político parlamentario decide su propia estructura organizativa y las normas de funcionamiento interno que informarán la actuación del grupo y de sus diputados. No obstante, la propia dinámica parlamentaria (debates públicos, negociaciones, control político del Colegio, legislación, etc.) y el funcionamiento habitual de sus órganos institucionales han favorecido tradicionalmente una configuración interna muy semejante y generalizada entre todos los grupos políticos de la Cámara, no obstante las diferencias que, en razón de la composición de cada grupo, pueden observarse. Así, existen grupos formados a imagen de un único partido político europeo, a cuyos diputados organiza (por ejemplo el Grupo del PPE); en estos casos la cohesión ideológica y la disciplina interna del grupo suelen ser muy fuertes. También hay grupos que, por el contrario, reúnen a diputados provenientes de partidos políticos europeos distintos (aunque ideológicamente compatibles) o incluso independientes; en éstos, es habitual que las normas de conducta y de disciplina interna cumplan más una función de coordinación que de verdadera dirección política, al estilo de las coaliciones, si bien también esto varía de unos casos a otros.
La estructura organizativa interna de los grupos políticos descansa, habitualmente, sobre las siguientes figuras:
- un presidente del grupo, a veces llamado coordinador, que actúa como portavoz habitual y que mantiene la comunicación con el partido o los partidos políticos europeos reunidos en el grupo parlamentario, distribuyendo asimismo las funciones y el trabajo entre los diputados que lo componen. En el ámbito institucional, representa con su voz y su voto al grupo político en la Conferencia de Presidentes de grupo del Parlamento, donde se adoptan las decisiones políticamente más relevantes de la actividad y organización de la Cámara, y suele interpelar al Presidente de la Comisión en las sesiones de control parlamentario. Encabeza, o en su caso coordina, el diálogo político con los demás grupos y las negociaciones para la conclusión de acuerdos entre ellos.
- Una secretaría de grupo, dependiente de la Secretaría General del Parlamento, que asiste a sus miembros en sus funciones políticas derivadas de su pertenencia al grupo, y apoyando la labor del presidente del grupo.
- Las delegaciones nacionales, integradas por los diputados provenientes de un mismo Estado que están adscritos al grupo, coordinan entre sus miembros ciertas posiciones de particular relevancia para los intereses nacionales y las exponen o defienden. Esto todo sin perjuicio del respeto a la coordinación o disciplina de voto que en su caso contemple la declaración constitutiva del grupo. Cada delegación nacional está encabezada por un jefe, encargado asimismo de velar por el buen cumplimiento de las normas del grupo entre los miembros de su delegación nacional.

## Distribución de escaños por grupo
Durante la décima legislatura del Parlamento Europeo fueron compuestos ocho Grupos políticos en el Parlamento Europeo, a los cuales hay que añadir el grupo de los no inscritos. A continuación se muestran en una tabla por orden de diputados:
| Nombre | Nombre    | Nombre                                                                                           | Ideología                                                                                       | Diputados | Partido político europeo               |
| ------ | --------- | ------------------------------------------------------------------------------------------------ | ----------------------------------------------------------------------------------------------- | --------- | -------------------------------------- |
|        | EPP Group | Grupo del Partido Popular Europeo European People's Party Group                                  | Centroderecha Ver listaDemocracia cristiana Liberalismo económico Europeísmo                    | 188/720   | EPP (167) ECPM (1) Ninguno (20)        |
|        | S&D       | Alianza Progresista de Socialistas y Demócratas Progressive Alliance of Socialists and Democrats | Centroizquierda Ver listaSocialdemocracia Europeísmo                                            | 136/720   | PES (132) Ninguno (4)                  |
|        | PfE       | Patriotas por Europa Patriots for Europe                                                         | Extremaderecha-Derecha Ver listaNacionalismo Populismo de derecha Euroescepticismo              | 85/720    | P.eu (78) ECPM (1) Ninguno (6)         |
|        | ECR Group | Grupo de los Conservadores y Reformistas Europeos European Conservatives and Reformists Group    | Derecha Ver listaConservadurismo social Liberalismo económico Atlantismo                        | 80/720    | ECR (52) EFA (3) ECPM (2) Ninguno (23) |
|        | RE        | Renovar Europa Renew Europe                                                                      | Centro Ver listaLiberalismo Socioliberalismo Federalismo europeo                                | 77/720    | ALDE (51) EDP (9) EPP (1) Ninguno (16) |
|        | G/EFA     | Los Verdes/Alianza Libre Europea Greens/European Free Alliance                                   | Izquierda-Centroizquierda Ver listaEcologismo Regionalismo Federalismo europeo                  | 53/720    | EGP (39) EFA (3) Ninguno (11)          |
|        | L-GUE/NGL | La Izquierda en el Parlamento Europeo-GUE/NGL The Left in the European Parliament-GUE/NGL        | Extremaizquierda-Izquierda Ver listaSocialismo democrático Eurocomunismo Populismo de izquierda | 46/720    | ELA (18) PEL (6) Ninguno (22)          |
|        | ESN Group | Grupo Europa de las Naciones Soberanas Europe of Sovereign Nations Group                         | Extremaderecha Ver listaNacionalconservadurismo Rusofilia Disolución de la UE                   | 27/720    | ESN (27)                               |
|        | NI        | No inscritos Non-attached                                                                        | n/a                                                                                             | 29/720    | Ninguno (29)                           |